# Evicted (film 1911)
Evicted  è un cortometraggio muto del 1911 diretto da Lewin Fitzhamon.

## Trama
La figlia di un signorotto e un cane salvano una vecchia coppia dallo sfratto.

## Produzione
Il film fu prodotto dalla Hepworth.

## Distribuzione
Distribuito dalla Hepworth, il film - un cortometraggio di 160,02 metri- uscì nelle sale cinematografiche britanniche nel marzo 1911.
Si conoscono pochi dati del film che, prodotto dalla Hepworth, fu distrutto nel 1924 dallo stesso produttore, Cecil M. Hepworth. Fallito, in gravissime difficoltà finanziarie, il produttore pensò in questo modo di poter almeno recuperare il nitrato d'argento della pellicola.